# Castello di Radi di Montagna
Il castello di Radi di Montagna è un castello medievale risalente al XII secolo, situato nel comune di Sovicille, in provincia di Siena. Agli inizi del XIV secolo apparteneva a Ranieri del Porrina, il quale nel 1316 si assoggettò al dominio della Repubblica di Siena. Oggi possiamo ancora ammirare il torrione costruito in pietra con le sue porte e finestre ad arco, case medievali soggette a restauro e la chiesa romanica di Radi, al tempo suffraganea della pieve di San Giovanni Battista a Molli e risalente al XII secolo.
Il castello ed il borgo, di cui fa parte, vennero ristrutturati negli anni ‘90 dall'architetto Roberto Silvestroni, il quale si occupò della progettazione e della direzione lavori.